# Cratere Vodyanoy
Vodyanoy è un cratere presente sulla superficie di Tritone, il principale satellite di Nettuno; il suo nome deriva da quello di Vodyanoy, uno spirito acquatico presente nelle mitologie slave.